# وولتاری
وولتاری (انگلیسی: Voltari) شرکت املاک آمریکایی است، که در سال ۲۰۱۲ تأسیس شد.